# Boa Senior
Boa Senior auch Boa Sr. (* um 1924; † 26. Januar 2010 in Port Blair, South Andaman Island) war eine Inderin, die zum Zeitpunkt ihres Todes das letzte lebende Mitglied des andamanischen Volksstammes der Bo war und damit auch die letzte Sprecherin der seitdem ausgestorbenen andamanischen Sprache Aka-Bo.
Boa Senior überlebte sowohl Krankheiten, die von den Briten auf die Inseln der Andamanen und Nikobaren eingeschleppt worden waren, als auch die japanische Invasion im Zweiten Weltkrieg. Ihre Mutter starb ungefähr vierzig Jahre vor ihr. Die Sprache der Bo wurde ab 2005 von Anvita Abbi, einer indischen Linguistikprofessorin an der Jawaharlal Nehru University in Neu-Delhi, aufgezeichnet. Nao Jer, ihr Ehemann, mit dem sie keine Kinder hatte, starb vor ihr. Im Jahre 2004 überlebte Boa Senior den Tsunami im Indischen Ozean.
Sie starb 2010 in einem Krankenhaus in Port Blair im Alter von 85 Jahren.